# Orfeuskören
Orfeuskören var en manskör i Stockholm som bildades den 11 november 1907. Kören firade sitt 50-årsjubileum i Konserthuset den 21 november 1957 och verksamheten pågick fram till 1970-talet. 
Orfeuskören hade rötter i Socialdemokraternas ungdomsklubb (S.D.U.K.) och skall ha varit drivande i bildandet av Stockholms arbetarsångförbund 1913.
Körer med samma namn har också förekommit under 1900-talet i bland annat Linköping (under ledning av Hilding Asp), i Skåne och Sundsvall. 

## Dirigenter
- Knut Edgart 1950–?
- Ivar Widner 1935–1950
- Sven Lizell 1913–1935
- Knut Sundström, Otto Edberg och Gösta Boheman[3]